# Ed Peck
Edward Peck (* 26. März 1917 in New York City; † 12. September 1992 in Los Angeles, Kalifornien) war ein US-amerikanischer Schauspieler.

## Leben
Ed Peck wurde 1917 in New York City, im US-Bundesstaat New York geboren.
1950 war Peck in zwei Folgen der Fernsehserie The Clock erstmals im Fernsehen zu sehen. 1954 bis 1956 erhielt er in der Fernsehserie Modern Romances eine wiederkehrende Rolle. 1963 hatte er seine erste Filmrolle in FBI Code 98.  Eine seiner bekanntesten Rollen war auch eine seiner Letzten. In der Fernsehserie Happy Days spielte er von 1975 bis 1983 die Rolle des Polizisten Kirk. Sein Schaffen umfasst mehr als 130 Auftritte in Film und Fernsehen.
Am 20. Januar 1952 heiratete Peck in New York die Werbetexterin Phyllis Houston.

## Filmografie
- 1950: The Clock (Fernsehserie, 2 Folgen)
- 1950, 1954: The Web (Fernsehserie, 2 Folgen)
- 1951: The Big Story (Fernsehserie, Folge 2x09)
- 1951: Hands of Murder (Fernsehserie, Folge 2x24)
- 1951–1952: Major Dell Conway of the Flying Tigers (Fernsehserie, 13 Folgen)
- 1951, 1954: The Plainclothesman (Fernsehserie, 2 Folgen)
- 1952: The Amazing Mr. Malone (Fernsehserie, Folge 1x11)
- 1952: Steve Randall (Fernsehserie, Folge 1x13)
- 1952: Tales of Tomorrow (Fernsehserie, 2 Folgen)
- 1952–1954: Inside Detective (Rocky King detective, Fernsehserie, 3 Folgen)
- 1953, 1955: Robert Montgomery Presents (Fernsehserie, 2 Folgen)
- 1954–1956: Modern Romances (Fernsehserie, 14 Folgen)
- 1957: Men of Annapolis (Fernsehserie, Folge 1x04)
- 1958–1959: True Story (Fernsehserie, 2 Folgen)
- 1959: Armstrong Circle Theatre (Fernsehserie, Folge 10x02)
- 1960: Peter Loves Mary (Fernsehserie, Folge 1x04)
- 1961: Es geschah in den Zwanzigern (The Roaring 20s, Fernsehserie, Folge 1x26)
- 1961: Surfside 6 (Fernsehserie, Folge 1x31)
- 1961: Have Gun – Will Travel (Fernsehserie, Folge 5x06)
- 1961: General Electric Theater (Fernsehserie, Folge 10x13)
- 1961–1966: Im Wilden Westen (Death Valley Days, Fernsehserie, 3 Folgen)
- 1962: Polizeirevier 87 (87th Precinct, Fernsehserie, Folge 1x16)
- 1962: Adventures in Paradise (Fernsehserie, Folge 3x16)
- 1962: Checkmate (Fernsehserie, Folge 2x25)
- 1962: Alcoa Premiere (Fernsehserie, Folge 1x27)
- 1962: Heute Abend Dick Powell (The Dick Powell Show, Fernsehserie, Folge 2x11)
- 1962–1963: The Lloyd Bridges Show (Fernsehserie, 2 Folgen)
- 1962, 1964: Rauchende Colts (Gunsmoke, Fernsehserie, 2 Folgen)
- 1963: FBI Code 98 (Fernsehfilm)
- 1963: Erwachsen müßte man sein (Leave It to Beaver, Fernsehserie, Folge 6x16)
- 1963: The Eleventh Hour (Fernsehserie, Folge 1x18)
- 1963: The Dakotas (Fernsehserie, Folge 1x06)
- 1963: St. Dominic und seine Schäfchen (Going My Way, Fernsehserie, Folge 1x23)
- 1963: Die Unbestechlichen (The Untouchables, Fernsehserie, Folge 4x30 Handgranaten schmecken bitter)
- 1963: Arrest and Trial (Fernsehserie, Folge 1x07)
- 1963: Redigo (Fernsehserie, Folge 1x08)
- 1963: Perry Mason (Fernsehserie, Folge 7x11 Der Fall mit dem fingierten Farmverkauf)
- 1963: Sprung aus den Wolken (Ripcord, Fernsehserie, Folge 2x30)
- 1963–1969: Die Leute von der Shiloh Ranch (The Virginian, Fernsehserie, 4 Folgen)
- 1964: Zirkusdirektor Johnny Slate (The Greatest Show on Earth, Fernsehserie, Folge 1x20)
- 1964: One Man's Way
- 1964: Jack-Benny-Show (The Jack Benny Program, Fernsehserie, Folge 14x24)
- 1964: Alfred Hitchcock zeigt (The Alfred Hitchcock Hour, Fernsehserie, Folge 2x26)
- 1964: Auf der Flucht (The Fugitive, Fernsehserie, Folge 2x02)
- 1964, 1966: Daniel Boone (Fernsehserie, 2 Folgen)
- 1965: The Munsters (Fernsehserie, Folge 1x16)
- 1965: Kentucky Jones (Fernsehserie, Folge 1x26)
- 1965: Der dritte Tag (The Third Day)
- 1965: FBI (The F.B.I., Fernsehserie, Folge 1x02)
- 1965: Mini-Max (Get Smart, Fernsehserie, Folge 1x07 Das Kind im Manne)
- 1965: Convoy (Fernsehserie, Folge 1x08)
- 1965: The Long, Hot Summer (Fernsehserie, Folge 1x09)
- 1965: Verrückter wilder Westen (The Wild Wild West, Fernsehserie, Folge 1x09)
- 1965–1966: The Loner (Fernsehserie, 2 Folgen)
- 1965–1966: The Dick Van Dyke Show (Fernsehserie, 2 Folgen)
- 1966: Der Mann ohne Namen (A Man Called Shenandoah, Fernsehserie, Folge 1x16)
- 1966: Combat! (Fernsehserie, Folge 4x22)
- 1966–1970: Süß, aber ein bißchen verrückt (That Girl, Fernsehserie, 5 Folgen)
- 1967: Raumschiff Enterprise (Star Trek: The Original Series, Fernsehserie, Folge 1x19 Morgen ist Gestern)
- 1967: Laredo (Fernsehserie, Folge 2x23)
- 1967: Ritt zum Galgenbaum (The Ride to Hangman’s Tree)
- 1967: Gunn
- 1967: Peyton Place (Fernsehserie, Folge 3x82)
- 1967: Der Mann von gestern (The Second Hundred Years, Fernsehserie, Folge 1x08)
- 1967: Invasion von der Wega (The Invaders, Fernsehserie, Folge 2x12)
- 1967: Der Befehl (Counterpoint)
- 1968: Sein Name war Gannon (A Man Called Gannon)
- 1968: The Shakiest Gun in the West
- 1968: Lass mich küssen deinen Schmetterling (I Love You, Alice B. Toklas)
- 1968: Bullitt
- 1968–1969: The Name of the Game (Fernsehserie, 2 Folgen)
- 1969: High Chaparral (The High Chaparral, Fernsehserie, Folge 2x16)
- 1969: Bezaubernde Jeannie (I Dream of Jeannie, Fernsehserie, Folge 4x16 Unsichtbares Haus zu verkaufen)
- 1969: The Outcasts (Fernsehserie, Folge 1x20)
- 1969: Bonanza (Fernsehserie, Folge 10x28 Coley muß sich entscheiden)
- 1969: Das ist meine Welt (My World and Welcome to It, Fernsehserie, Folge 1x07)
- 1969: Der Komiker (The Comic)
- 1970: Planet der Giganten (Land of the Giants, Fernsehserie, Folge 2x21)
- 1970: Der Chef (Ironside, Fernsehserie, Folge 4x05 Fluchtversuch)
- 1970: Bracken's World (Fernsehserie, Folge 2x05)
- 1971: Wo die Liebe hinfällt (Love American Style, Fernsehserie, Folge 2x17)
- 1971: Charlie und die Schokoladenfabrik (Willy Wonka & the Chocolate Factory)
- 1971: Thief (Fernsehfilm)
- 1971: Longstreet (Fernsehserie, Folge 1x05)
- 1971: Ein Sheriff in New York (McCloud, Fernsehserie, Folge 2x02)
- 1971: O’Hara, U.S. Treasury (Fernsehserie, 2 Folgen)
- 1972: Owen Marshall – Strafverteidiger (Owen Marshall: Counselor at Law, Fernsehserie, 2 Folgen)
- 1972: Jigsaw (Fernsehfilm)
- 1972: Der Mörder im weißen Mantel (The Carey Treatment)
- 1972: Ein Gauner kommt selten allein (Every Little Crook and Nanny)
- 1972: The Super (Fernsehserie, 10 Folgen)
- 1972, 1974: All in the Family (Fernsehserie, 2 Folgen)
- 1972–1975: Männerwirtschaft (The Odd Couple, Fernsehserie, 3 Folgen)
- 1973: Heirat ausgeschlossen (Blume in Love)
- 1973: California Cops – Neu im Einsatz (The Rookies, Fernsehserie, Folge 2x02)
- 1974: Roll, Freddy, Roll! (Fernsehfilm)
- 1974: Fenn – Hong Kong Pfui (Hong Kong Phooey, Fernsehserie, Folge 1x16, Sprechrolle)
- 1975: Rafferty und die wilden Mädchen (Rafferty and the Gold Dust Twins)
- 1975: McCoy (Fernsehserie, Folge 1x01)
- 1975: Das Nervenbündel (The Prisoner of Second Avenue)
- 1975: Big Eddie (Fernsehserie, Folge 1x03)
- 1975: Cannon (Fernsehserie, Folge 5x03 Die Fehldiagnose)
- 1975: McMillan & Wife (Fernsehserie, Folge 5x03)
- 1975: Die knallharten Fünf (S.W.A.T., Fernsehserie, Folge 2x14)
- 1975, 1977: Police Story (Fernsehserie, 2 Folgen)
- 1975–1983: Happy Days (Fernsehserie, 9 Folgen)
- 1976: Tracks
- 1976: Der lange Kalifornier (Special Delivery)
- 1976: Reich & arm II (Rich Man, Poor Man Book II, Fernsehserie, Folge 1x05)
- 1976, 1978: Barney Miller (Fernsehserie, 2 Folgen)
- 1977: Laverne & Shirley (Fernsehserie, Folge 3x01)
- 1977: Rosetti and Ryan (Fernsehserie, Folge 1x02)
- 1978: Der unglaubliche Hulk (The Incredible Hulk, Fernsehserie, Folge 1x07 747)
- 1978: Mit 15 hat man noch Träume (James at 15, Fernsehserie, Folge 1x18)
- 1978: Der Himmel soll warten (Heaven Can Wait)
- 1979: Delta House (Fernsehserie, Folge 1x07)
- 1979: The Mary Tyler Moore Hour (Fernsehserie, Folge 1x03)
- 1979: Notruf California (Emergency!, Fernsehserie, Folge 7x08)
- 1979: Detective School (Fernsehserie, Folge 2x04)
- 1980: Mork vom Ork (Mork & Mindy, Fernsehserie, Folge 2x18 Morks falsche Freunde)
- 1980: Swan Song (Fernsehfilm)
- 1980: Semi-Tough (Fernsehserie, 4 Folgen)
- 1980: Noch mehr Rauch um überhaupt nichts (Cheech and Chong’s Next Movie)
- 1980–1982: Benson (Fernsehserie, 5 Folgen)
- 1981: Archie Bunker's Place (Fernsehserie, Folge 2x12, Sprechrolle)
- 1981: Zoot Suit
- 1981: Ein Duke kommt selten allein (The Dukes of Hazzard, Fernsehserie, Folge 4x13 Hogg mal zwei)
- 1982: The Flight of Dragons (Sprechrolle)
- 1982: Das letzte Einhorn (The Last Unicorn, Sprechrolle)
- 1982: Hey Good Lookin’ (Sprechrolle)
- 1983: Ace Crawford, Private Eye (Fernsehserie, Folge 1x04)
- 1983: Ein himmlisches Vergnügen (Love, Sidney, Fernsehserie, Folge 2x21)
- 1983: Likely Stories, Vol. 3